# 苏共马克思主义纲领
苏共马克思主义纲领（俄语：Марксистская платформа в КПСС）是1990年初在苏联共产党内部产生的一个派系。

## 历史
1990年2月，苏联共产党决定在7月召开苏共“二十八大”，并公布供讨论的纲领草案。部分党员和一些党俱乐部对该草案提出批评，并草拟另一份纲领草案。由于这份草案名为“马克思主义纲领”，该派因此得名。其代表人物包括莫斯科大学经济系高级研究员安德烈·科尔加诺夫和历史学家罗伊·梅德韦杰夫。
该派认为，摆脱苏联社会危机有两条道路，一是走向现代资本主义，二是选择民主与社会主义的道路。他们指出，过去的社会主义模式使社会主义理想失去民心，因此必须恢复经典的马克思主义，要求科学社会主义的理论基础与不断变化的世界共同发展和革命化。该派认为，社会主义是社会发展的客观结果，十月革命是世界和俄罗斯社会各种矛盾发展的必然产物，但弗拉基米尔·列宁去世后，教条主义在党内占据主导地位，导致悲剧性的后果。资产阶级自由化的领导人利用社会危机，企图在苏联建立资本主义，这只会为一小部分暴发户和上层自由职业者带来好处，无法实现经济现代化。
该派还批评社会民主派，认为其左翼虽然口头上不放弃社会主义，但却希望照搬西方的社会经济结构，提议在向市场经济过渡前建立防止全面私有化的社会保障体系。而右翼则常常主导社会民主派的政治路线，实际上坚持自由化立场。政治现实迫使这两翼要么与自由派联合，要么站在社会主义一边。该派主张，只有社会主义导向的民主运动，才符合社会的根本利益。该派的主要任务是引导社会走向由大多数人共同创造的自由劳动之路。
该派认为，苏共领导层为追求统一，不惜付出任何代价，反而加剧危机，最终会从官僚主义立场演变为社会民主主义立场。只有社会主义才能摆脱这一危机，但这种社会主义不同于多党制、议会民主或苏维埃制，而是一种自治制。苏联应该成为一个在自由、主权和自愿基础上建立的社会主义国家，实行以公有制为主的多种所有制结构，个体经济必须在国家监督下运行；管理体制应采取集权与分权相结合的多种形式，反对特权制，监督产品分配，打击影子经济，进行价格改革，并建立社会保障体系。
该派主张取消苏共现有的“兵营式共产主义”模式，但不取消共产党本身。他们呼吁放弃党的特权，将权力完全交给国家机关；在思想上与其他政党划清界限；进行清党，清除腐败分子；推动党内民主化，允许不同派系表达意见，党员可自由建立各类组织。1991年8月，该派再次起草自己的纲领，提出在10年内改善人民生活、全面实行公有制等主张。
1991年八一九事件发生后，该派协调委员会决定建立“以经济生活检验的共产主义思想为基础”的新政党。1991年10月26日，罗伊·梅德韦杰夫建立劳动人民社会党。11月16日—17日，在该派左翼的基础上成立全联盟党“共产主义者联盟”，由阿列克谢·普里加林领导。11月23日，该派部分成员联合“共产主义倡议运动”建立俄罗斯共产主义工人党。12月14日，该派部分成员和“共产主义倡议运动”部分成员建立俄罗斯共产党人党，由阿纳托利·克留奇科夫领导。1992年7月4日，谢尔盖·斯克沃尔佐夫宣布重建“苏联共产党”，被称为“苏联共产党（斯克沃尔佐夫）”。1992年12月9日，亚历山大·布兹加林和安德烈·科尔加诺夫参与组建劳动党。
“苏共马克思主义纲领”本身并未停止存在，仍作为一个独立组织活动，并于1992年1月9日在俄罗斯联邦司法部注册登记。该组织的领导职务由全联盟党“共产主义者联盟”的代表担任。1993年后，该组织不再活跃。1995年后，该组织在俄罗斯的政治生活中几乎销声匿迹。